# Ledra conicifrons
Ledra conicifrons är en insektsart som beskrevs av Walker 1857. Ledra conicifrons ingår i släktet Ledra och familjen dvärgstritar. Inga underarter finns listade i Catalogue of Life.